# Nicolae Paul Mihail
Nicolae Paul Mihail (n. 3 iulie 1923, Caracal, județul Romanați, astăzi județul Olt – d. 19 martie 2013, Sinaia) a fost un scriitor și scenarist român. A colaborat, împreună cu romancierul Eugen Barbu, la scrierea scenariilor filmului Haiducii (1966) și al celor șase filme din seria Mărgelatu.

## Biografie
S-a născut la 3 iulie 1923, în municipiul Caracal, unde a urmat clasele primare. Studiile secundare le-a urmat la Liceul „Sf. Sava” din București (1934-1938) și apoi la Colegiul Național „Ioniță Asan” din Caracal (1938-1942), susținând examenul de bacalaureat la Râmnicu Vâlcea în 1942. A urmat apoi cursurile Școlii Militare de Ofițeri și ale Facultății de Drept din cadrul Universității din București (absolvite în 1946). A participat la luptele din cel de-Al Doilea Război Mondial, cu gradul de sublocotenent de jandarmi. A activat apoi ca ofițer de jandarmi la garnizoanele din Corabia, Piatra Olt și Craiova până în anul 1953, când a fost pensionat medical din cauza invalidității.
După pensionare, a lucrat mai mulți ani (1959-1969) în domeniul turismului, stabilindu-se la Sinaia, pe care o considera „locul renașterii sale”. El s-a dedicat apoi scrisului, începând să publice cărți și să scrie scenarii de film.
Nicolae Paul Mihail a început să scrie literatură încă din ultimii ani de liceu. Debutul său a avut loc în anul 1945, când a publicat schița umoristică «Diferendul» în revista «Humorul». Începând din 1956 a fost membru al cenaclului literar „H.G. Lecca” și membru fondator al Asociației Culturale „Marius Bunescu” din Caracal. A publicat sute de articole în ziare și reviste locale și naționale printre care „Săptămâna”, „Luceafărul”, „Ateneu”, „Cronica”, „Viața militară”, „Astra” etc. În a doua parte a anilor 1960 i-au apărut alte câteva nuvele: „Când veni Oltul mare” și „Dispariția profesorului”, a cărei acțiune se petrece în Caracalul antebelic. Epigramele sale erau semnate cu pseudonimul Nicomah, fiind apreciate „pentru causticitatea și umorul lor fin”.
A publicat 21 de volume de proză, versuri și epigrame: Femeia cibernetică (1969), Demascarea lui Turnesol (1970), Potirul Sfântului Pancrațiu (1971), Postul clandestin (1972), Războiul undelor (1974), Dispariția profesorului (1974), Damen-Vals (1975), Sub aripa vântului de noapte (1979), Întâmplări ciudate la miezul nopții (1984), Aventurile unui soldat de plumb (1993), Endograme (1998), La roata norocului (2000), Ce mi-ai pus, fă, nebuno, în cafea? (1983), Haiducii (2003), La trântă cu Hercule (2003), Misterele Bucureștiului (2004), Cupa lui Socrate (2006), Mănușa de catifea (2006), Genoveva de Trabant (2009), Trandafirul galben (2009) și Allegretto (2010).
De asemenea, a scris 11 scenarii de filme în colaborare cu Eugen Barbu și Mihai Opriș. După scenariul filmului Haiducii (1966), a fost solicitat pentru a colabora și la scrierea altor scenarii: Urmărirea (1971), Un august în flăcări (1974), cele șase filme din seria Mărgelatu (1980-1987), Martori dispăruți (1989) și  Lacrima cerului (1991).
Nicolae Paul Mihail a devenit membru al Uniunii Scriitorilor din România (1967), membru al Societății Scriitorilor Olteni din Craiova (1995), membru fondator al Uniunii Epigramiștilor din România (1990), membru al Asociației Cineaștilor din România (1996), precum și membru al numeroase alte societăți și asociații culturale din București, Sinaia, Galați și Craiova.
A fost avansat la 9 mai 1988 la gradul de colonel în rezervă, îndeosebi pentru merite literare. Cu prilejul împlinirii vârstei de 75 de ani, i-a fost acordat la data de 3 iulie 1998 titlul de cetățean de onoare al orașului Caracal. Din 2004 a fost cetățean de onoare al Sinăii. În anul 2008, a susținut fără rezerve înființarea Asociației Culturale „Fiii și Prietenii Caracalului”, fiind membru fondator al acesteia și președinte de onoare. A contribuit cu articole la revista „Vitralii romanațene” a asociației mai sus menționate.
Nicolae Mihail a decedat în 19 martie 2013 la Sinaia. A fost înmormântat cu onoruri militare în Cimitirul Orașului din Sinaia, în ziua de joi, 21 martie 2013, în prezența unui numeros grup de prieteni și colegi de asociație din Caracal. Au fost prezenți membri ai Uniunii Scriitorilor, ai Uniunii Epigramiștilor din România, veterani de război.

## Scrieri
- Femeia cibernetică (Ed. Tineretului, col. Aventura, București, 1969), 131 p.
- Demascarea lui Turnesol (Ed. Ion Creangă, București, 1970), 252 p.
- Potirul Sfântului Pancrațiu (Ed. Eminescu, București, 1971), 364 p. - roman polițist
- Postul clandestin (București, 1972) - în colaborare cu Eugen Barbu
- Războiul undelor (Ed. Albatros, București, 1974), 532 p. - cine-roman, în colaborare cu Eugen Barbu
- Dispariția profesorului (Ed. Eminescu, București, 1974), 231 p.
- Damen-Vals (Ed. Eminescu, București, 1975), 368 p. - roman satiric de aventuri
- Sub aripa vântului de noapte: Întîmplari dintr-o lume neobișnuită (Ed. Ion Creangă, București, 1979), 264 p.
- Întâmplări ciudate la miezul nopții (Ed. Ion Creangă, București, 1984), 232 p. - roman
- Aventurile unui soldat de plumb (Ed. Porto-Franco, Galați, 1993), 217 p. - roman comic
- Endograme (Caracal, 1998)
- La roata norocului (București, 2000) - în colaborare cu Mihai Opriș
- Ce mi-ai pus, fă, nebuno, în cafea? (1983)
- Haiducii (Ed. Minerva, București, 2003, 224 p.; ed. a II-a, ed. Semne, 2007, 204 p.). - în colaborare cu Eugen Barbu și Mihai Opriș
- La trântă cu Hercule (Ed. Cermi, Iași, 2003), 96 p. - poezie satirică, în colaborare cu Eugen Deutsch
- Misterele Bucureștiului (2004)
- Cupa lui Socrate (2006)
- Mănușa de catifea (2006)
- Genoveva de Trabant (2009)
- Trandafirul galben (Ed. Axis Libris, Galați, 2010), 199 p. - roman de acțiune
- Allegretto (2010)

## Filmografie

### Scenarist
- Haiducii (1966) - în colaborare cu Eugen Barbu și Mihai Opriș
- Neînfricații (1969) - în colaborare cu Eugen Barbu
- Urmărirea (serial TV, 1971)
- Un august în flăcări (serial TV, 1974)
- Drumul oaselor (1980) - în colaborare cu Eugen Barbu
- Trandafirul galben (1982) - în colaborare cu Eugen Barbu
- Misterele Bucureștilor (1983) - în colaborare cu Eugen Barbu
- Masca de argint (1985) - în colaborare cu Eugen Barbu
- Colierul de turcoaze (1986) - în colaborare cu Eugen Barbu
- Totul se plătește (1987) - în colaborare cu Eugen Barbu
- Martori dispăruți (1989)
- Lacrima cerului (1991)